# Iglesia de Santa María (Piedeloro)
La iglesia de Santa María, ubicada en Piedeloro, concejo de Carreño (Asturias, España), es un templo de origen románico con planta de nave única. Durante los siglos XVII-XVIII sufrió una fuerte remodelación: de aquella época datan la actual cabecera cuadrada, el pórtico, que rodea las fachadas occidental y meridional, y la sacristía, adosada al lado Sur.

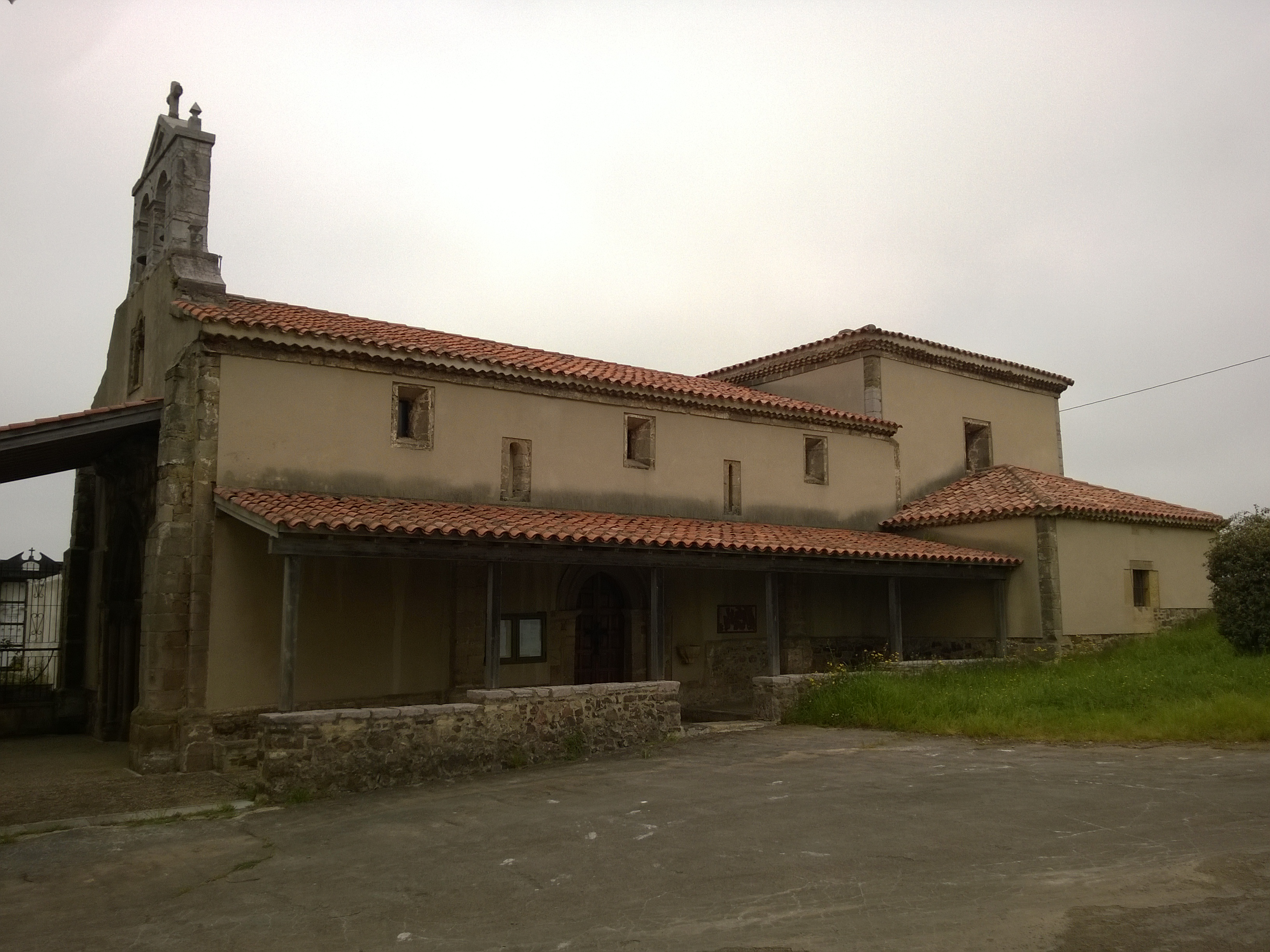
Fachada sur - vista principal

La nave se ve reforzada por contrafuertes. Los muros tenían, en origen, saeteras románicas decoradas, que hoy están tapiadas.
El templo es uno de los escasos ejemplos del románico asturiano con tres portadas. La Norte está tapiada actualmente, mientras que la Sur presenta una arquería algo apuntada de doble arquivolta que apoya sobre impostas con decoración geométrica, columnas y capiteles.La occidental, por su parte, se sitúa sobre un cuerpo saliente del edificio. Presenta abocinamiento y tiene tres arquivoltas decoradas que apoyan sobre columnas con capiteles decorados. Uno de los de la jamba izquierda tiene figuración humana. 

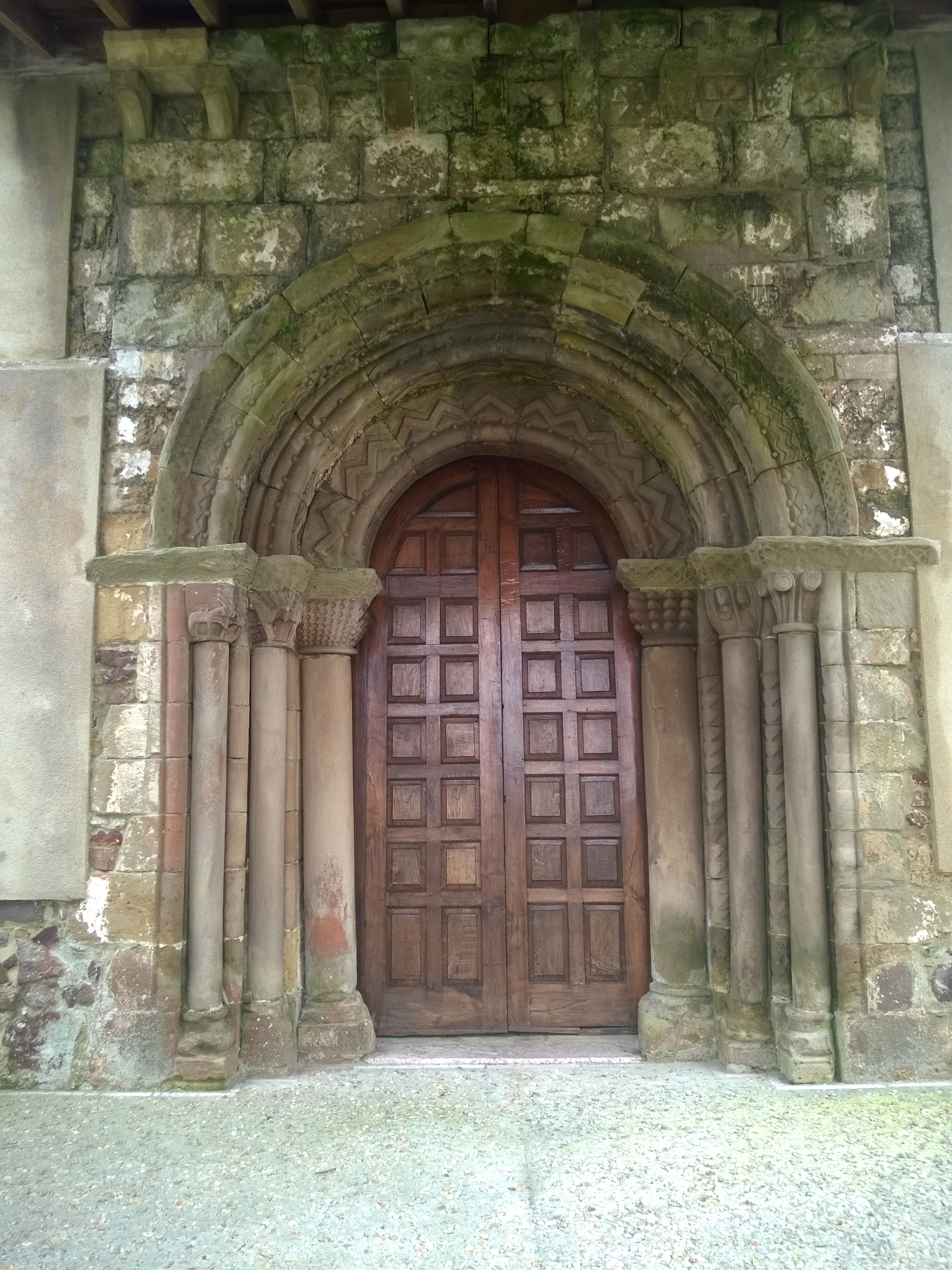
Puerta principal fachada oeste

El interior está muy remodelado, pues sufrió graves daños durante la guerra civil. La primitiva cubierta de madera de la nave ha sido sustituida por bóveda de cañón con lunetos y arcos fajones. La zona de la cabecera se cubre con bóveda de nervada decorada con ménsulas.
La zona del ábside se separa de la nave por un arco de triunfo de medio punto que apoya sobre dos pares de columnas con capiteles decorados.